# Araraquara
Araraquara är en stad och kommun i Brasilien och ligger i delstaten São Paulo. Staden grundades den 22 augusti 1817 med namnet São Bento de Araraquara, och blev en egen kommun den 10 juli 1832. Folkmängden uppgår till cirka 220 000 invånare.

## Administrativ indelning
Kommunen är indelad i tre distrikt:
- Araraquara
- Bueno de Andrada
- Vila Xavier

## Demografi
| Område     | Areal (km²)   | Invånarantal 1 augusti 2000 | Invånarantal 1 augusti 2010 | Invånarantal 1 juli 2014 |
| ---------- | ------------- | --------------------------- | --------------------------- | ------------------------ |
| Kommun     | 1 005,97      | 182 471                     | 208 662                     | 224 304                  |
| Centralort | Ingen uppgift | 173 308¹                    | 202 488¹                    | Ingen uppgift            |

¹Inklusive Vila Xavier, som hade 59 057 invånare år 2010.